# Estádio Carrara
O Estádio Carrara é um estádio localizado em Carrara, Queensland, Austrália, possui capacidade total para 25.000 pessoas, é a casa do time de futebol australiano Gold Coast Suns, foi inaugurado em 1987, passando por reformas em 2010.